# FEMUA 16
Le Femua 16 est la 16e édition du Festival des musiques urbaines d'Anoumabo. Il se déroule du mardi 14 au dimanche 19 mai 2024, à Abidjan, au sein de l'Institut national de la jeunesse et des sports (INJS), et à Ferkessédougou – ville située au nord de la Côte d'Ivoire –, dans le cadre de la décentralisation du festival. Au total, cinq soirées de concerts sur trois grandes scènes dont l'accès est gratuit.
Pour l'édition 16, le Femua met l'accent sur la « santé mentale des jeunes ». La Guinée-Bissau est le pays invité d'honneur de cette édition, offrant ainsi une opportunité de renforcer les liens culturels et diplomatiques avec la Côte d'Ivoire, pays qui abrite le festival. Audrey Azoulay, directrice générale de l'Unesco, est la marraine de l'édition 2024 du Femua.

## Déroulement

### Préparation
Dans le cadre des préparatifs du Femua 16, des missions ont été effectuées par une délégation du commissariat général du festival et Gaou Productions. Le 5 avril 2024, A'salfo présente les grandes articulations du festival à la Première Dame Dominique Ouattara au cours d'une audience. Sa délégation se rend, le 7 mai 2024, dans la région du Tchologo et annonce officiellement aux autorités de la ville de Ferkessédougou que le Femua 16 se tiendra bien dans cette ville.
A'salfo s'est rendu également en Guinée-Bissau pour rencontrer le président Umaro Sissoco Embaló afin d'officialiser les choses dans le cadre de la préparation de l'évènement.

### Cérémonie de lancement
La cérémonie de lancement dévoile les principaux axes de l'édition 16 du Femua. Elle se tient le 17 avril 2024 au Sofitel Abidjan Hôtel Ivoire à Cocody, en présence de divers acteurs de la scène culturelle ivoirienne ainsi que d'Eugène Aouélé Aka, président du Conseil économique, social, environnemental et culturel (Cesec) de Côte d'Ivoire. A'salfo, commissaire général du Femua, annonce la Guinée-Bissau comme pays invité d'honneur lors de cette cérémonie et présente la ville de Ferkessédougou, située au nord de la Côte d'Ivoire dans la région du Tchologo, comme le lieu des activités décentralisées du Femua 16, le 19 mai 2024. Une nouveauté appelée le Femua Tradi est également introduite.

### Cérémonie d'ouverture
Le 14 mai 2024, à Anoumabo, a lieu la cérémonie d'ouverture officielle, sous la présidence de la Première dame Dominique Ouattara. Plusieurs personnalités ivoiriennes, dont la ministre ivoirienne de la Culture – Françoise Remarck –, y participent. Est également présente à la cérémonie Maria Conceiçao Evora, ministre de la Communication sociale bissau-guinéenne, représentant le président Umaro Sissoco Embaló, de la République de Guinée-Bissau – pays invité d’honneur,.
Les poses des premières pierres des écoles primaires de la Fondation Magic System dans les villes de San Pedro et Jacqueville mettent fin à la cérémonie,. Une soirée privée est organisée le même jour.

### Actions sociales
Le Femua 16 est marqué par des activités sociales à travers ses plateformes culturelles, scientifiques et sociales autour de ses grandes articulations. Au-delà d'être un festival, le Femua est une plateforme sociale qui aborde des thématiques d’actualité, offre une tribune à d’autres pays pour des échanges culturels, tout en sensibilisant les populations sur le thème choisi.
Des projets orientés vers le domaine de l’éducation et la santé sont de mise. C'est le cas du projet de construction d'école qui permet la réalisation et la mise à disposition de plusieurs infrastructures scolaires. Avec l'édition 16 du Femua, le groupe Magic System prévoit offrir deux nouvelles écoles dans les localités de San-Pédro et Jacqueville.

### Carrefour Jeunesse du festival
Le Carrefour Jeunesse est l'articulation scientifique du Femua 2024 et il débute le 15 mai 2024, à l'INJS dans la commune de Marcory. C'est une plateforme de réflexions, d’échanges et de partages d’expériences axée sur le thème « Santé mentale des jeunes : un enjeu national mal connu ? ». Il rassemble les jeunes de toutes les couches socioprofessionnelles pour des travaux sur trois jours déclinés en panels, ateliers, partages d’expériences, échanges B2B et stands.
Le panel d'experts sur la santé mentale est composé de professeur Asseman Koua Médard, directeur du Programme national de la santé mentale (PNSM), de Docteur Ba Nene Traoré, psychologue, et de l'artiste Suspect 95, qui a vécu une expérience de la dépression, exprimée dans l'une de ses chansons,.

### Femua Tradi
Le « Femua Tradi » est une nouvelle composante qui apparaît dans le Femua 16. C'est une innovation pour cette édition qui met en lumière la diversité culturelle. Le patrimoine culturel du peuple Atchan sera mis en valeur pendant le Femua Tradi de l'édition 16 à travers une parade et les danses traditionnelles.

### Femua Kids
Le Femua Kids est un espace d'apprentissage destiné aux enfants lors du Femua, avec un contenu basé sur le ludique et la didactique. Il apparait pour la première dans le festival lors de l'édition 2016. Il est gratuit et concerne les enfants de toutes les couches sociales.
Pour le Femua 16, le Femua Kids se tient le 15 mai 2024 avec plusieurs activités dont des activités de sensibilisation, des jeux et concours, de l'animation et du concert pour enfants.

### Sport ou volet sportif du festival
Le volet sportif du festival comprend un match de gala des pays invités au festival et un cross populaire, réunissant différentes couches socioprofessionnelles. Il est gratuit et ouvert à tous.

## Décentralisation
Pour la 16e édition du Festival des musiques urbaines d'Anoumabo, la ville de Ferkessédougou, située au nord de la Côte d'Ivoire, est retenue.
À une distance de plus de 600 km de la capitale économique ivoirienne – Abidjan –, le choix de cette ville offre aux festivaliers l'opportunité de découvrir les richesses culturelles et les beautés du pays profond, encourageant ainsi le tourisme intérieur. De plus, ce choix permet de faire connaître la ville de Ferkessédougou, en particulier, ainsi que la région du Tchologo dans son ensemble.

### Femua à Ferkessédougou
Toutes les activités du Femua 16 qui auront lieu à Abidjan se dérouleront de manière simultanée également à Ferkessédougou.

## Pays invité
Depuis la 12e édition, une tribune est offerte à un pays invité d’honneur pour la présentation de son patrimoine culturel, artisanal et touristique, afin de développer davantage les échanges commerciaux et la coopération bilatérale entre les pays, confirmant ainsi que la musique et le sport constituent des facteurs d’intégration et de rapprochement des peuples.
Le pays invité d'honneur de la 16e édition est la Guinée-Bissau, pays lusophone – qui a pour langue officielle le portugais. La Guinée-Bissau devient ainsi le premier pays non francophone à être mis à l'honneur pendant le Femua. Elle rejoint le Burkina Faso, le Sénégal, la RD Congo et le Togo en tant que cinquième pays à être ainsi honoré.

## Concerts
Pour cette édition, le nombre de soirées de concerts passe de trois à cinq. Sur la grande scène, où se déroulera la programmation artistique officielle, les concerts débuteront à partir du jeudi 16 mai et se poursuivront jusqu'au dimanche 19 mai 2024. Sur la petite scène Anoumabo, plus d'une centaine d'artistes se produiront, conformément à une programmation artistique spécifique, dès l'ouverture officielle du festival. Au total, 15 artistes en tête d'affiche donneront un concert, dont 6 internationaux et 9 nationaux.

### Programmation artistique
Pour cette 16e édition du Femua, les artistes en tête d'affiche, ainsi que leurs programmations, sont listés dans le tableau ci-dessous :
| Artistes       | Pays de provenance | Jours de prestation | Lieux de prestation                      |
| -------------- | ------------------ | ------------------- | ---------------------------------------- |
| Gims           | France             | 16 mai 2024         | Abidjan (INJS Marcory),                  |
| Les Patrons    | Côte d'Ivoire      | 16 mai 2024         | Abidjan (INJS Marcory)                   |
| Sona Jobarteh  | Gambie             | 16 mai 2024         | Abidjan (INJS Marcory)                   |
| Patche Di Rima | Guinée-Bissau      | 16 mai 2024         | Abidjan (INJS Marcory)                   |
| Fadal Dey      | Côte d'Ivoire      | 16 mai 2024         | Abidjan (INJS Marcory)                   |
| Yemi Alade     | Nigeria            | 17 et 19 mai 2024   | Abidjan (INJS Marcory) et Ferkessédougou |
| Gadji Celi     | Côte d'Ivoire      | 17 et 19 mai 2024   | Abidjan (INJS Marcory) et Ferkessédougou |
| O'Nel Mala     | Côte d'Ivoire      | 17 mai 2024         | Abidjan (INJS Marcory)                   |
| Affou Kéita    | Côte d'Ivoire      | 17 et 19 mai 2024   | Abidjan (INJS Marcory) et Ferkessédougou |
| Elow'n         | Côte d'Ivoire      | 17 mai 2024         | Abidjan (INJS Marcory)                   |
| Franglish      | France             | 18 mai 2024         | Abidjan (INJS Marcory)                   |
| Sarkodie       | Ghana              | 18 mai 2024         | Abidjan (INJS Marcory)                   |
| Morijah        | Côte d'Ivoire      | 18 mai 2024         | Abidjan (INJS Marcory)                   |
| Fior 2 Bior    | Côte d'Ivoire      | 18 et 19 mai 2024   | Abidjan (INJS Marcory) et Ferkessédougou |
| Tam Sir        | Côte d'Ivoire      | 18 et 19 mai 2024   | Abidjan (INJS Marcory) et Ferkessédougou |

## Voir également